# Carlo Confalonieri
Carlo Confalonieri, italijanski rimskokatoliški duhovnik, škof in kardinal, * 25. julij 1893, Seveso, † 1. avgust 1986, Rim.

## Življenjepis
18. marca 1916 je prejel duhovniško posvečenje.
27. marca 1941 je bil imenovan za nadškofa L'Aquile in 4. maja istega leta je prejel škofovsko posvečenje.
22. februarja 1950 je postal tajnik Kongregacije za semenišča in univerze in naslovni nadškof Nicopolisa ad Nestum.
15. decembra 1958 je bil povzdignjen v kardinala in imenovan za kardinal-duhovnika S. Agnese fuori le mura.
14. marca 1961 je postal tajnik Svete konsistorialne kongregacije in leta 1966 je postal proprefekt iste kongregacije.
15. avgusta 1967 je bil imenovan za prefekta Kongregacije za škofe; s tega položaja je odstopil 25. februarja 1973.
Imenovan je bil tudi na dva položaja kardinal-škofa; Palestrina (15. marec 1972) in Ostia (12. december 1973).
12. decembra 1973 je bil potrjen za dekana kardinalskega zbora.